# Trstenik (gmina Šentrupert)
Trstenik – wieś w Słowenii, w gminie Šentrupert. W 2018 roku liczyła 127 mieszkańców.